# 洛拉 (伊利諾伊州)
洛拉（英語：Laura）是位於美國伊利諾伊州皮奧里亞縣的一個非建制地區。該地的面積和人口皆未知。

## 地理
洛拉的座標為40°55′17″N 89°55′35″W / 40.92139°N 89.92639°W，而該地的平均海拔高度為222米（即728英尺）。